# Duki: BZRP Music Sessions, Vol. 50
«Duki: BZRP Music Sessions, Vol. 50» es una canción del productor argentino Bizarrap y el rapero argentino Duki, perteneciente a las BZRP Music Sessions del primero. Fue lanzada el 16 de noviembre de 2022 a través de Dale Play Records.

## Antecedentes
En reiteradas ocasiones, Duki había rechazado la idea de grabar una BZRP Music Sessions. Sin embargo, esperanzó a sus fanáticos el 10 de julio de 2021, al publicar una historia en Instagram, mediante la cual dijo: «Si Argentina gana la Copa América hacemos la sesión con Bizarrap. Corta». Tras el triunfo de la selección argentina de fútbol en la Copa América 2021, el rapero declaró a través de Twitter: «Soy un hombre de palabra, voy a hacer mi sesión con Bizarrap. Un sharau para la selección argentina. Gracias por el regalo».
En octubre de 2022 aseguró durante un concierto que «la session va a salir antes del mundial, como lo prometimos», mientras que para Molusco TV confirmó que ya se estaba trabajando en el tema. El 14 de noviembre de ese mismo año, Bizarrap lanzó en colaboración de Spotify un adelanto de la sesión número 50, sin especificar el intérprete, para lo cual se prestaron las voces de Ibai Llanos, Coscu y Luisito Comunica. Al día siguiente, el productor confirmó finalmente que Duki interpretaría dicha sesión y anunció la fecha de estreno.

## Videoclip
El videoclip fue lanzado simultáneamente con la canción, que consiguió ser número uno en tendencias en la sección de música de YouTube. Al final del video se la pantalla negra y unas alas de ángel brillando con una frase encima donde se lee Parte 1, mientras que a la derecha se pueden ver unas alas de murciélago; ambos dibujos representan los tatuajes que Duki tiene en sus mejllas.

## Posicionamiento en listas
| Lista (2022)                  | Mejor posición |
| ----------------------------- | -------------- |
| Argentina (Argentina Hot 100) | 1              |
| Bolivia (Bolivia Songs)       | 5              |
| Bolivia (Monitor Latino)      | 15             |
| Chile (Chile Songs)           | 10             |
| Colombia (Colombia Songs)     | 23             |
| Ecuador (Ecuador Songs)       | 18             |
| España (Promusicae)           | 1              |
| Global (Billboard Global 200) | 33             |
| México (Mexico Songs)         | 24             |
| Paraguay (SGP)                | 13             |
| Perú (Peru Songs)             | 8              |

## Certificaciones
| País (organismo certificador) | Certificación | Unidades certificadas |
| ----------------------------- | ------------- | --------------------- |
| España (PROMUSICAE)           | 2x Platino    | 120 000               |
| México (AMPROFON)             | Oro           | 70 000                |

## Créditos
Créditos adaptados de Genius.
- Bizarrap (producción y autoría)
- Duki (voz y autoría)
- Santiago Alvarado (autoría)
- Miguel Correa (ingeniero de voz)
- Zecca (ingeniero de mezcla y masterización)
- Orquesta Sinfónica Juvenil Nacional José de San Martín (orquesta sinfónica)[23]
- Ysy A (voz adicional)